# The Noel Diary
The Noel Diary es una película romántica Estadounidense, dirigida por Charles Shyer, producido por Margret H. Huddleston. La película está protagonizada por Justin Hartley y Barrett Doss junto a Bonnie Bedelia, Treat Williams y James Remar.

## Elenco
- Justin Hartley como Jacob "Jake" Turner
- Barrett Doss como Rachel Campbell
- Treat Williams como Scott Turner
- Essence Atkins como Noel Ellis
- Bonnie Bedelia como Ellie Foster
- Aaron Costa Ganis como Matt Segreto
- Jeff Corbett como Ian Page
- Andrea Sooch como Svetlana
- Lucia Spina como Dueña de la librería

## Recepción

### Comentarios de la crítica
En el sitio web del agregador de reseñas Rotten Tomatoes, el 67% de las reseñas de 15 críticos son positivas, con una calificación promedio de 5.4/10. Metacritic, que utiliza un promedio ponderado, asignó a la película una puntuación de 63 sobre 100, basada en 4 críticos, lo que indica "críticas generalmente favorables".